# Eutenhofen (Pfaffenhofen an der Ilm)
Eutenhofen ist ein Kirchdorf und Ortsteil der oberbayerischen Stadt Pfaffenhofen an der Ilm und liegt circa fünf Kilometer nordwestlich der Kreisstadt.

## Geschichte
Bis zur Gebietsreform war Eutenhofen ein Ortsteil von Angkofen. Am 1. Januar 1972 wurde Angkofen mit Ortsteilen in die Stadt Pfaffenhofen an der Ilm eingegliedert.
Die Ortschaft ist seit 1848 eine Filiale der katholischen Pfarrei Ehrenberg.

## Sehenswürdigkeiten
Die katholische Filialkirche St. Stephan ist romanischen Ursprungs und wurde im 18. Jahrhundert barockisiert. Die renovierte Friedhofsmauer stammt aus dem 18./19. Jahrhundert. Kirche und Friedhofsmauer stehen unter Denkmalschutz.
Siehe auch: Liste der Baudenkmäler in Pfaffenhofen an der Ilm#Weitere Ortsteile